# Dryopteris expansa
Dryopteris expansa là một loài thực vật có mạch trong họ Dryopteridaceae. Loài này được (C. Presl) Fraser-Jenk. & Jermy miêu tả khoa học đầu tiên năm 1977.

## Hình ảnh

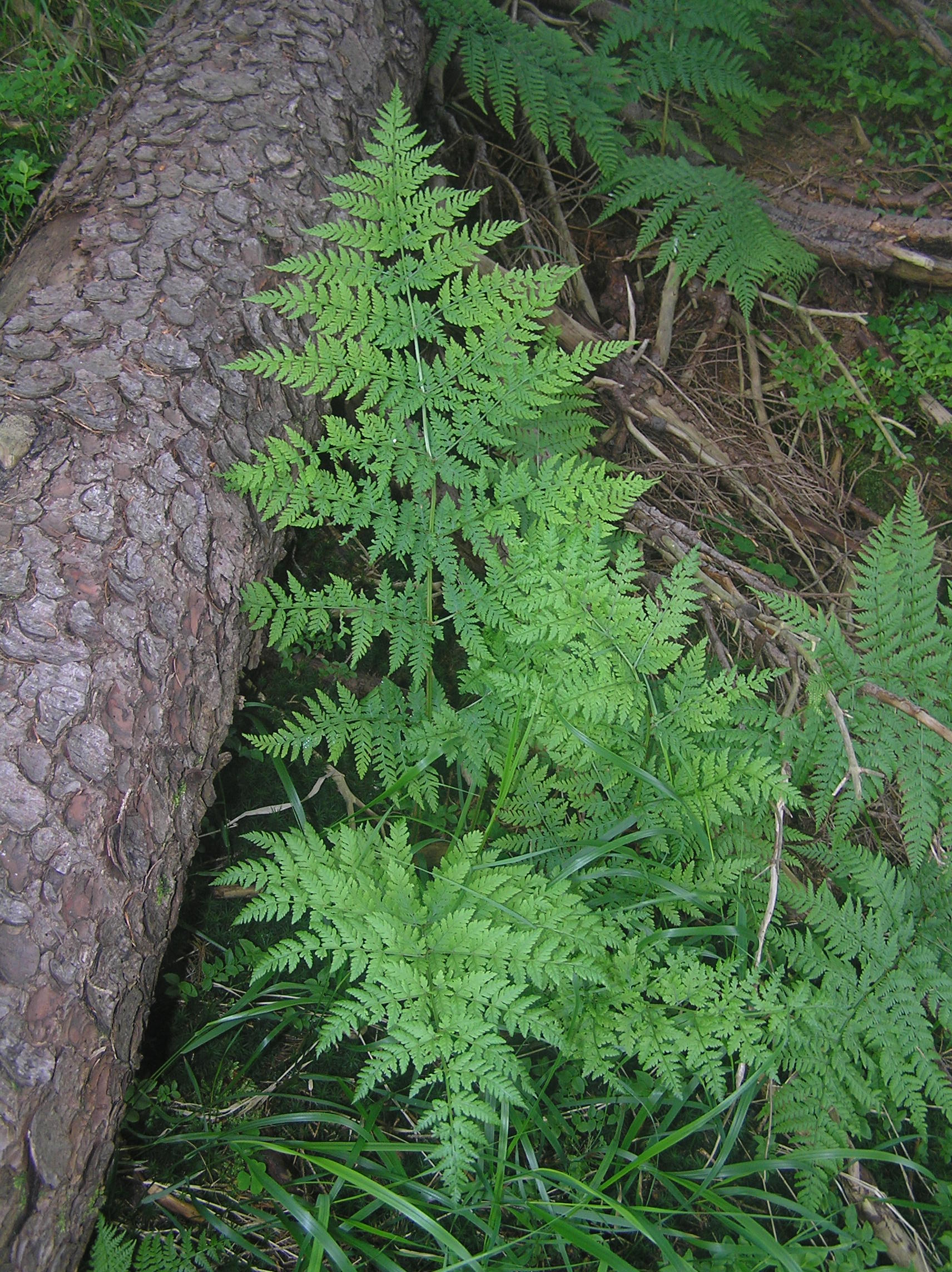
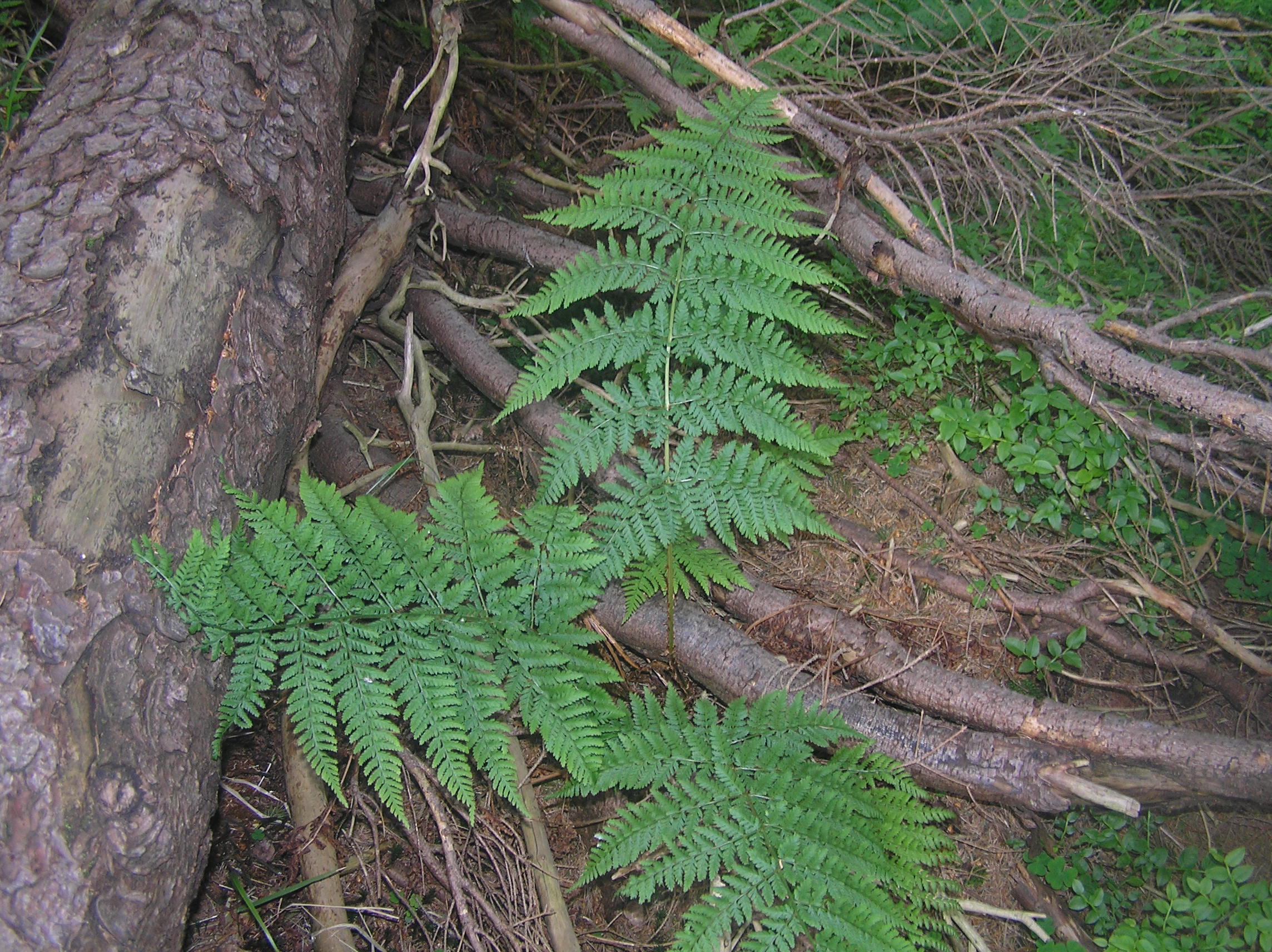
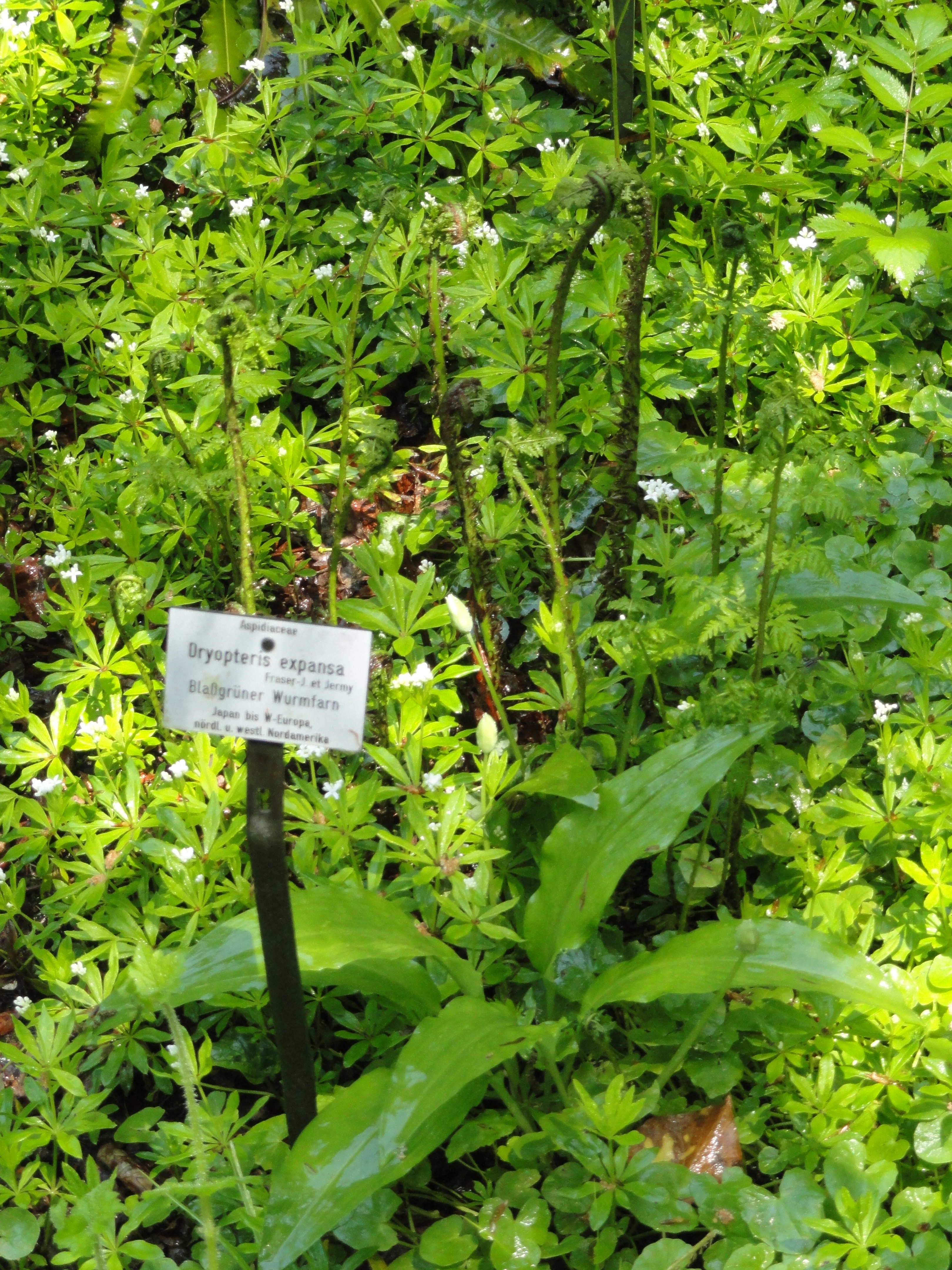
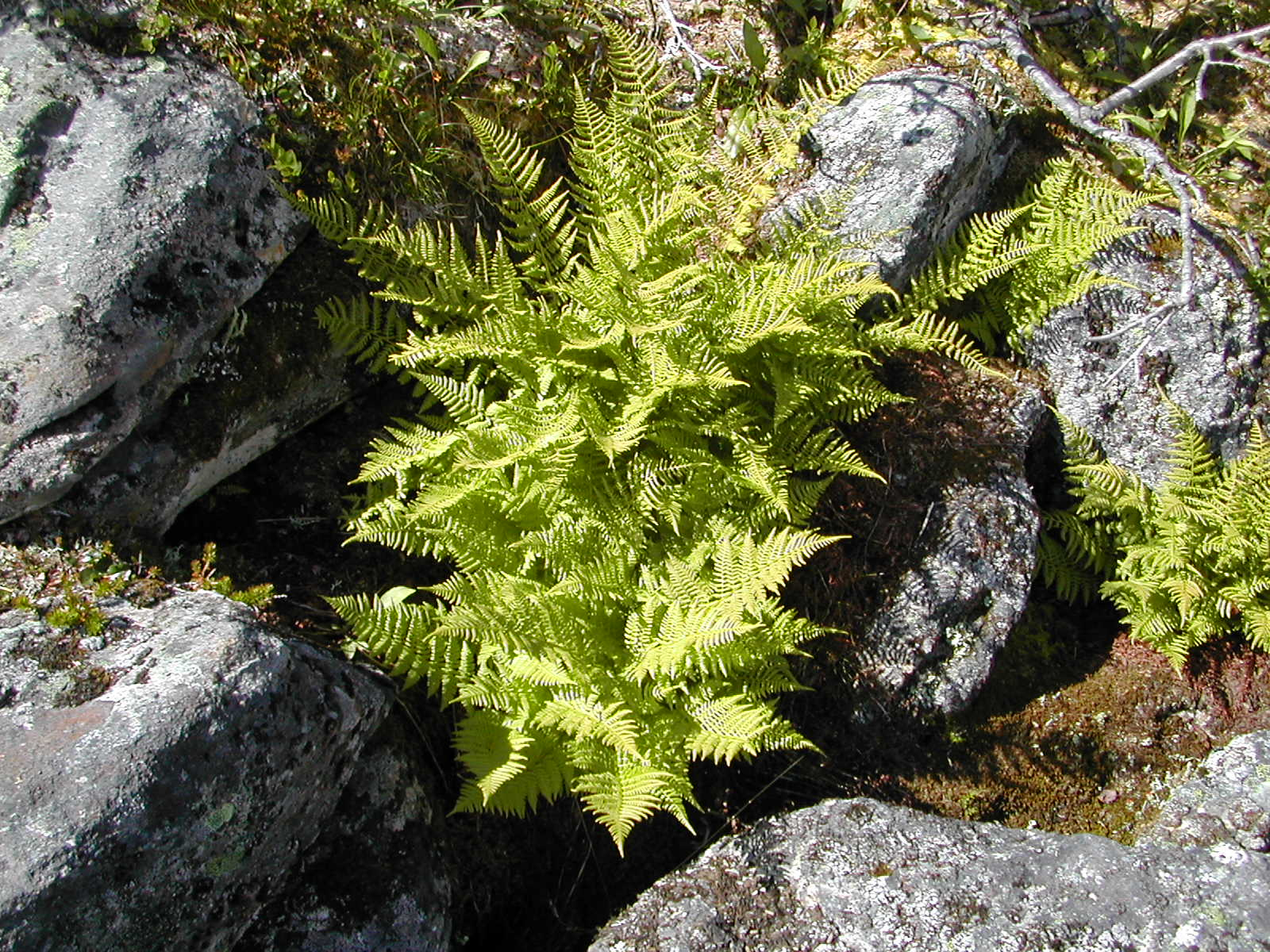